# Telemofila samosirensis
Telemofila samosirensis är en spindelart som beskrevs av Jörg Wunderlich 1995. Telemofila samosirensis ingår i släktet Telemofila och familjen Telemidae. Inga underarter finns listade i Catalogue of Life.